# Championnat d'Amérique du sud de basket-ball féminin 2013
Le Championnat d'Amérique du sud de basket-ball féminin 2013 s'est déroulé du 31 juillet au 4 août 2013 à Neiva.

## Compétition
En finale, le Brésil 'emporte 67 à 58 contre l'Argentine avec un fatal 34-10 entre la 15e et la 30e minute avec une belle performance de la jeune arrière de 21 ans Taina da Paixao. Damiris Dantas est nommée meilleure joueuse du tournoi avec 18 points et 11 rebonds en finale. Tatiana Gomez et ses 19 points et 15 rebonds ont conduit le Chili à la médaille de bronze.

## Classement final
| Place              | Équipe    | Bilan |
| ------------------ | --------- | ----- |
| Médaille d'or      | Brésil    | 5-0   |
| Médaille d'argent  | Argentine | 4-1   |
| Médaille de bronze | Chili     | 3-2   |
| 4                  | Venezuela | 2-3   |
| 5                  | Paraguay  | 3–2   |
| 6                  | Colombie  | 2–3   |
| 7                  | Uruguay   | 1–4   |
| 8                  | Pérou     | 0–6   |